# 北陸鉄道能登線
能登線（のとせん）は、かつて石川県羽咋市の羽咋駅から同県羽咋郡富来町（現在の志賀町）の三明駅の間を結んでいた北陸鉄道の鉄道路線である。もともと沿線の人口が少ない路線ではあったが、1960年代には沿線の過疎化やモータリゼーションの進行（国道249号の整備など）により累積赤字が膨らみ、北陸鉄道の経営合理化のため1972年（昭和47年）6月25日に廃止となった。
北陸鉄道では、金名線の電化後に存在した唯一の非電化路線であり、ほかの北陸鉄道線に対しても、最北の非常に離れた地域に位置していた（羽咋駅から一番近い浅野川線の北鉄金沢駅・金沢駅まで40km以上ある）。
廃線後、廃線跡のほとんどの区間は自転車道（石川県道293号羽咋巌門自転車道線）として整備されている。

## 路線データ
- 路線距離（営業キロ）：25.5km[1][2]
- 駅数：13駅（起終点駅含む）
- 軌間：1067mm[2]
- 複線区間：なし（全線単線）
- 電化区間：なし（全線非電化）[2]
- 閉塞方式：タブレット式
  - 列車交換可能駅：能登一ノ宮、柴垣、能登高浜

## 歴史
北陸鉄道能登線の発祥は「能登鉄道株式会社」で、葛城忠寸計ほか168人が1920年6月に富山県氷見から羽咋、富来、剱地、櫛比をへて輪島にいたる鉄道建設を鉄道大臣に出願したことである。11月に免許状が下付されると総株数9万株（450万円）のうち発起人が2万3千株を引受けることとして、残りを沿線の各郷に事務所を設置して募集した。あいにく第一次大戦後の絹織物業不振が続き地元経済界も厳しい状況にあったが、募集は順調に進み1921年11月には満株に達し、12月に能登鉄道株式会社を設立し、社長は25,000株保有した富山県上新川郡東岩瀬町の畠山小兵衛が就任した。
なお株主構成は大正11年度では株主7,742人平均持株11.6株。特に1株のみの株主が多数いた。また現羽咋市域の株主が17%をしめていた。
1925年3月羽咋駅 - 能登高浜駅間が開業し、1927年6月能登高浜駅 - 三明駅間が開業にこぎ着けたが、その後は資金調達が進まず門前（總持寺祖院）、輪島までと、氷見から羽咋を結ぶ区間の計画は放棄されてしまった。
- 1920年（大正9年）11月20日 - 能登鉄道に対して富山県氷見郡氷見町（現在の氷見市） - 石川県羽咋郡羽咋町（現在の羽咋市） - 同県鳳至郡輪島町（現在の輪島市）間の鉄道敷設免許状を下付[7]。
- 1925年（大正14年）
  - 2月23日 - 氷見町-羽咋町間及び羽咋郡熊野村（豊後名、後の富来町を経て現在の志賀町） - 鳳至郡大屋村（二俣、現在の輪島市）間の免許失効[8]
  - 3月3日 - 能登鉄道の羽咋駅 - 能登高浜駅間が開業[9][10]。
- 1926年（大正15年）8月1日 - 滝駅開業[11]。
  - 12月18日 - 羽咋郡熊野村 - 富来町間の鉄道敷設免許状の下付と同時に輪島-二俣間の鉄道免許を取消[12]。
- 1927年（昭和2年）
  - 4月5日 - 甘田駅開業。
  - 6月30日 - 能登高浜駅 - 三明駅間を開業[13]
- 1930年（昭和5年）12月5日 - 乗合自動車路線開業（三明 - 富来町間、富来町 - 門前間等）[14]。
- 1931年（昭和6年）1月18日 - 大島駅開業。
- 1934年（昭和9年）1月1日 - この日、国鉄七尾線からの直通初詣列車が能登一ノ宮まで乗り入れ。
- 1935年（昭和10年）6月28日 - 羽咋町 - 氷見町間の鉄道免許失効[15]。
- 1936年（昭和11年）5月16日 - 熊野村 - 富来町間の鉄道免許失効[16]。
- 1939年（昭和14年）1月1日 - 堀松駅開業[17]。
- 1943年（昭和18年）10月13日 - 北陸鉄道の設立に伴い、同社の能登線となる[18]。
- 1950年（昭和25年）4月11日 - 直海駅開業。
- 1953年（昭和28年）4月1日 - 末吉駅開業。
- 1955年（昭和30年）5月6日 - 大笹駅開業。
- 1959年（昭和34年）7月1日 - 末吉駅を志賀町駅に改称。
- 1965年（昭和40年）4月1日 - 貨物営業廃止[19]。
- 1972年（昭和47年）6月25日 - 全線廃止[18]。

## 運行形態
車両基地は羽咋駅構内にあり、1969年時点で気動車5形式7両とディーゼル機関車1両が所属していた。列車は羽咋 - 三明間に14往復（1往復は急行）、羽咋 - 能登高浜間に4往復が設定されていた。ラッシュ時には2両編成が走るが、その他の時間帯は単行での運転であった。
また、夏季には海水浴客のために能登高浜まで、正月には初詣客のために能登一ノ宮まで、金沢からの直通臨時列車が乗り入れていた。それに備えて、両駅のプラットホームはかなり長いものであった。

## 駅一覧
駅名および所在地は廃止時点のもの。全駅石川県に所在。
凡例
列車交換 … ◇・Ｖ・∧：交換可、｜：交換不可
| 駅名         | 駅間キロ | 営業キロ | 接続路線     | ホーム | 列車交換 | 所在地                       |
| ------------ | -------- | -------- | ------------ | ------ | -------- | ---------------------------- |
| 羽咋駅       | -        | 0.0      | 国鉄：七尾線 | 2面3線 | Ｖ       | 羽咋市川原町                 |
| 能登一ノ宮駅 | 3.3      | 3.3      |              | 2面2線 | ◇        | 羽咋市一ノ宮町               |
| 滝駅         | 0.8      | 4.1      |              | 1面2線 | ◇        | 羽咋市滝町                   |
| 柴垣駅       | 4.2      | 8.3      |              | 1面2線 | ◇        | 羽咋市柴垣町                 |
| 甘田駅       | 2.3      | 10.6     |              | 1面1線 | ｜       | 羽咋郡志賀町甘田             |
| 大島駅       | 2.0      | 12.6     |              | 1面1線 | ｜       | 羽咋郡志賀町大島             |
| 能登高浜駅   | 2.0      | 14.6     |              | 1面2線 | ◇        | 羽咋郡志賀町高浜             |
| 志賀町駅     | 0.8      | 15.4     |              | 1面1線 | ｜       | 羽咋郡志賀町末吉             |
| 堀松駅       | 1.4      | 16.8     |              | 1面1線 | ｜       | 羽咋郡志賀町堀松             |
| 大笹駅       | 2.4      | 19.2     |              | 1面1線 | ｜       | 羽咋郡志賀町大笹             |
| 米町駅       | 2.1      | 21.3     |              | 1面1線 | ｜       | 羽咋郡志賀町米町             |
| 直海駅       | 1.4      | 22.7     |              | 1面1線 | ｜       | 羽咋郡志賀町直海             |
| 三明駅       | 2.8      | 25.5     |              | 1面2線 | ∧        | 羽咋郡富来町（現志賀町）三明 |

## 輸送・収支実績
| 年度 | 乗客（人） | 貨物量（トン） | 営業収入（円） | 営業費（円） | 益金（円） | その他益金（円）  | その他損金（円）                    | 支払利子（円） | 政府補助金（円） |
| ---- | ---------- | -------------- | -------------- | ------------ | ---------- | ----------------- | ----------------------------------- | -------------- | ---------------- |
| 1925 | 125,321    | 9,694          | 66,148         | 44,618       | 21,530     |                   | 未開業の所得税1,023未開業雑損43,493 | 26,208         | 9,901            |
| 1926 | 163,909    | 13,270         | 71,050         | 57,612       | 13,438     | 減資差益金499,414 | 雑損494,796                         | 40,466         | 43,738           |
| 1927 | 198,170    | 17,319         | 91,909         | 78,616       | 13,293     |                   | 雑損3,730                           | 40,502         | 44,870           |
| 1928 | 263,640    | 18,552         | 130,091        | 112,296      | 17,795     |                   | 雑損13,199                          | 27,450         | 45,847           |
| 1929 | 268,653    | 16,163         | 111,626        | 119,520      | ▲ 7,894    |                   | 2,107                               | 27,337         | 83,183           |
| 1930 | 261,938    | 13,866         | 97,064         | 94,348       | 2,716      |                   | 雑損7,660自動車2,068                | 20,453         | 83,890           |
| 1931 | 231,456    | 12,434         | 75,325         | 76,147       | ▲ 822      |                   | 雑損169償却金40,747自動車3,804      | 17,703         | 85,561           |
| 1932 | 210,102    | 10,354         | 70,527         | 63,578       | 6,949      |                   | 雑損40,098自動車695                 | 15,952         | 71,692           |
| 1933 | 241,990    | 14,273         | 79,019         | 83,081       | ▲ 4,062    |                   | 雑損629自動車7,897                  | 15,733         | 82,696           |
| 1934 | 242,727    | 14,865         | 83,101         | 92,589       | ▲ 9,488    |                   | 雑損償却金58,018                    | 9,258          | 87,008           |
| 1935 | 258,402    | 14,078         | 84,006         | 70,959       | 13,047     |                   | 雑損償却金16,684自動車47,778        | 4,186          | 75,413           |
| 1936 | 275,396    | 12,073         | 90,009         | 82,510       | 7,499      |                   | 雑損償却金31,921自動車9,581         | 2,565          | 39,050           |
| 1937 | 311,266    | 12,743         | 99,522         | 79,004       | 20,518     | 自動車7,955       | 償却金57,056                        | 1,677          | 39,050           |
| 1949 | 1,066,684  | 45,631         |                |              |            |                   |                                     |                |                  |
| 1952 | 1,156,572  | 29,549         |                |              |            |                   |                                     |                |                  |

- 鉄道省鉄道統計資料、鉄道統計資料、鉄道統計、地方鉄道軌道統計年報各年度版

## 車両

### 蒸気機関車
2, 3
開業にそなえて秩父鉄道から譲り受けた1904年ハノーバー製のCタンク機。北鉄合併後の改番でC101, 102となり、101が1951年、102が1955年に廃車されている。
10
1926年汽車製造会社製の1C1タンク機。合併後の改番でC201となり、1956年に廃車されている。
1
1921年雨宮工場製のCタンク機で、富山県営鉄道1号機を1928年に譲り受けたもの。合併後に金名線へ移籍している。
B30形 B301
旧国鉄1000形1023。1948年に譲り受けており、ナンバープレートは国鉄時代の1023のままで使用され、1955年に廃車されている。

### ディーゼル機関車
DC30型 (301, 302)
汽車会社製、L形車体、ロッド軸駆動のディーゼル機関車。301が1954年、302が1956年に登場し、1965年に301が三岐鉄道に譲渡されている。そして三岐通運に貸出され八田駅構内の小野田セメント名古屋サービスステーションで使用された。残った302も金石線に配置となった。

### 客車
製造当初から客車であった車両。
フロハ1, 2
開業時に鉄道省から譲り受けた1897年メトロポリタン製の木造単車。元は日本鉄道から承継したロ863, 864。手用制動機の取付と2等廃止でハフ1, 2となり、北鉄合併後の改番でハフ1401, 1402となって1957年に廃車されている。
ホハ1, 2
1925年に日本車輛で新製された木造ボギー客車で、仕様は鉄道省の中型客車に準じており、地方の小私鉄としては破格の存在だった。合併後の改番でホハ2101, 2102となり、1950年から1952年にかけて石川線へ転出し、サハ611, 612となった。612は1957年に、611は1963年に廃車されている。
ハ1, 2, 3
1927年に鉄道省から譲り受けた木造単車で、それぞれの履歴は1895年兵庫工場製国鉄ハ2209（大阪鉄道 (初代) に83→関西鉄道308）、1897年平岡工場製国鉄ハ2211（西成鉄道）、1900年兵庫工場製国鉄ハ2241（大阪鉄道に73→関西鉄道298）。のちにハ1は緩急車に改造されハフ3となった。合併後の改番でハフ1301, ハ1201, ハ1101となり、1201, 1101は1952年、1301は1957年に廃車されている。

### 気動車
気動車を改造した客車を含む。
キハ1, 2
能登鉄道時代に導入された、1930年雨宮工場製の半鋼製4輪単車のガソリンカー。第二次大戦中に機関を撤去して客車化されハフ1501, 1502となり、1965年に廃車されている。
キホハニ1
1931年雨宮工場製のボギーガソリンカー。エンジンはブダCL6。羽咋側に荷台、三明側に荷物室を備えている。第二次大戦中に代燃装置が取り付けられ、戦後は日野DA54エンジンに換装しディーゼル化されてキハニ5102となった。1967年に廃車され、魚礁として日本海へ沈められた。
キホハニ2
1936年加藤車輛製のボギーガソリンカー。エンジンはウォーケッシャ6MK。両側に荷台が取り付けられている。キホハニ1と同様に代燃装置の取り付けを経て日野DA54ディーゼルエンジンに換装されキハニ5001となり、晩年は機関を撤去して客車化、コハフ5001となっていた。1967年に廃車され、車体は羽咋駅構内で倉庫として使われていた。
キハ5201
元国鉄キハ41043。1950年の転入時に妻面にバケットが設けられた。廃車後は金沢市専光寺町でラーメン屋「珍珍電車」の店舗として使われたが老朽化が激しく、店自体が出前専門店となりこの車両での営業をやめた後も車体は放置され、平成に入ってもその姿をとどめていた（現在は撤去済み）。なお、2009年7月にはトミーテックより「鉄道コレクション」の第10弾としてこの車両の模型が発売された。
キハニ5151
元国鉄キハ40014。1953年の転入時に妻面にバケットが設けられた。廃車後はキハ5201と同じラーメン屋で店舗として再利用されていたが、1980年代には姿を消していた。
コハフ3001
元は芸備鉄道の小型ガソリンカー。国鉄での番号はキハ40308。石川線を経て1953年に入線した。車体が非常に細い。同型車が小湊鉄道に存在した（ハフ50）。廃車後、魚礁として海に沈められた。
キハ5301
1957年に客車（コハフ5301）として製造され、1963年にエンジンを取り付けてキハ5301となった。この時期の車両としては珍しくバケットが設置されている。廃止後は筑波鉄道に譲渡されキハ541となった。また能登線では唯一総括制御のできる車両で、唯一の新車でもあった。総括制御が可能となっていたのは当時、この車両を利用しての金沢乗り入れが計画されていたからである。
キハ5162
1961年に三岐鉄道キハ7を購入。当初は浅野川線でサハ代用として使われ、当線にやってきた。1967年の廃車後は魚礁として海に沈められた。
キハ5251
1965年に転入した元国鉄キハ0731。廃止後関東鉄道常総線キハ614となった。
キハ5210形 (5211-5213)
元は国鉄キハ04形で遠州鉄道を経て1967年に転入した。
国鉄 - 遠州鉄道 - 北陸鉄道 - その後
キハ04 8 - キハ802 - キハ5211 - 関東鉄道（→筑波鉄道）キハ461 - 保存 - 鉄道博物館に収蔵
キハ04 6 - キハ801 - キハ5212 - 関東鉄道（→筑波鉄道）キハ462 - 廃車
キハ04 1 - キハ803 - キハ5213 - 廃車
キハ5213は廃線後「千里浜なぎさドライブウェイ」付近で食堂に再利用されたが、現在では廃棄されて現存しない。

## 代替バス
鉄道の廃線により代替バスが運行され、鉄道路線が延びることはなかった旧富来町へ羽咋駅から乗り換えなしで結ばれるようになった。
羽咋 - 富来を直通で結ぶ便はすべて荒屋回りである。
また、羽咋 - 能登高浜・三明折り返しの便も存在する。
三明から福浦・厳門回りで富来に向かう区間便も存在したが、2007年4月1日のダイヤ改正により高浜 - 赤住まで運行していた赤住線の一部が赤住 - 福浦 - 厳門を経て富来まで延伸。これにより三明 - 福浦間を走行する路線バスは事実上廃止となった。